# 王應珮
王應珮，又名王應佩，字韵玱，清朝望江县人，進士出身。
康熙四十八年，登進士，授內閣中書，后擔任河南通許縣、扶溝縣、尉氏縣知縣等。升任大理寺左評事、宗人府主事。后考授浙江道監察御史。